# Kalivody
Kalivody település Csehországban, Rakovníki járásban. Kalivody Přerubenice, Milý, Bdín, Kroučová és Řevničov településekkel határos. Lakosainak száma 100 fő (2024. január 1.).

## Népesség
A település lakosságának változását az alábbi diagram mutatja:
| Lakosok száma | 227  | 215  | 231  | 184  | 113  | 89   | 100  | 104  | 103  | 100  |
|               | 1869 | 1890 | 1921 | 1950 | 1980 | 2001 | 2017 | 2019 | 2022 | 2024 |